# Ohrloser Graslanddrache
Der Ohrlose Graslanddrache (Tympanocryptis lineata pinguicolla) ist eine Unterart der Agamenart Tympanocryptis lineata, die auch als eigene Art Tympanocryptis pinguicolla Mitchell 1948 angesehen wird. Er lebt im Grasland Australiens und galt zwischen 1960 und 1991 als ausgestorben.

## Beschreibung
Die erwachsenen Tiere sind bis zu 21 cm lang, wiegen in der Regel weniger als zehn Gramm und haben eine komplizierte symmetrische Zeichnung in Farbtönen von braun bis beige/weiß mit drei hellen Längsstreifen.

## Lebensweise
Der Graslanddrache lebt in teils von Insekten gebauten Löchern in der Erde, unter herumliegenden Steinen und in Grasbüscheln und kann dort extreme Temperaturen und sogar Buschbrände überstehen. Das Weibchen legt bis zu fünf Eier zwischen spätem Frühjahr und Spätsommer. Die Art scheint sich hauptsächlich von Spinnen, Ameisen und anderen Insekten zu ernähren.

## Verbreitung
Über 30 Jahre galt die Art als ausgestorben, bis der Biologe Will Osborne von der University of Canberra 1991 ein Exemplar unter einem Stein entdeckte. Es gibt noch kleine Bestände nahe Canberra.
Veränderungen der Landschaft und Vegetation unter anderem durch Zersiedelung, Dürre und Bebauung bedrohen die Art, da diese ihr Lebensraum und Nahrungsgrundlage entziehen.
Auch die übermäßige Ausbreitung des Riesenkängurus durch dessen gute Anpassung an den Menschen, das Nutzen von aufgestellten Viehtränken, die viele die ansonsten tödlichen Dürreperioden überstehen lassen, und das heutige Fehlen von natürlichen Feinden führt zur Überweidung und Schädigung von Grasflächen (besonders während der Dürreperioden), die dem Graslanddrachen dann nicht mehr als Lebensraum dienen können.